# Microserica singaporeana
Microserica singaporeana är en skalbaggsart som beskrevs av Moser 1921. Microserica singaporeana ingår i släktet Microserica och familjen Melolonthidae. Inga underarter finns listade i Catalogue of Life.